# Купвилл
Купвилл (англ. Coupeville) — город и административный центр округа Айленд в штате Вашингтон в Соединённых Штатах Америки.
По данным переписи 2020 года в США, население города составляло 1942 человека.

## История
В доколумбову эпоху остров, где сейчас построен Купвилл, населяли коренные американцы из племени нижние скагиты; в настоящее время на острове найдено семь древних стоянок индейцев.
Население острова заметно выросло после завершения строительства моста Deception Pass Bridge 31 июля 1935 года, который соединил его с островом Фидалго,  и военно-морской авиабазы Уидби  21 сентября 1942 года.

## География
Купвилл расположен на острове Уидби находящемся примерно в 48 км к северу от Сиэтла и является крупнейшим городом острова после Ок-Харбора с население 24 622 человека
По данным Бюро переписи населения США, общая площадь города составляет 1,23 квадратных мили (3,19 км2); вся эта площадь — суша.